# 李朝陽 (成化進士)
李朝陽（1450年—？年），字鳴鳳，四川敘南衛軍籍，治《詩經》，明朝政治人物。

## 生平
四川鄉試第三十九名舉人。成化二十三年（1487年）中式丁未科二甲第二十六名進士。

## 家族
曾祖李智，義官；祖父李茂，冠帶總旗；父李傑，母陳氏。